# Hác Manh
Hác Manh (chữ Hán: 郝萌; bính âm: Hao Meng) (? - 196) là một bộ tướng phục vụ dưới quyền lãnh chúa Lã Bố vào cuối thời Đông Hán và đầu thời Tam Quốc trong lịch sử Trung Quốc.

## Tiểu sử
Hác Manh, người quận Hà Nội, là một võ tướng phục vụ dưới trướng chư hầu Lã Bố. Dưới quyền của ông là bộ hạ Tào Tính.
Vào tháng 6 năm 196, ở Từ châu, tướng Hác Manh nghe lời xúi giục của Viên Thuật bèn phản lại Lã Bố, đem quân xông vào phủ Hạ Bì trong đêm để ám sát Lã Bố. Đang đêm, Lã Bố không biết người phe nào, chỉ kịp kéo vợ trèo tường trốn ra ngoài rồi chạy đến trại Cao Thuận để lánh nạn. Cao Thuận nghe giọng phản quân, nhận biết là người quận Hà Nội, đoán ra là quân Hác Manh, liền dẫn quân chống trả, quân Hác Manh phải lui. Sáng ra, thuộc hạ của Hác Manh là Tào Tính phản lại Hác Manh, hai bên đánh nhau cùng bị thương. Lã Bố sai Cao Thuận mang quân ra dẹp, Cao Thuận đã giết chết Manh rồi cho Tào Tính lĩnh quân của Manh.

## Trong Tam Quốc diễn nghĩa
Trong tác phẩm Tam Quốc diễn nghĩa của La Quán Trung, Hác Manh không hề tạo phản rồi bị Cao Thuận giết, mà vẫn tiếp tục phục vụ cho Lã Bố, là một trong tám viên kiện tướng của Lã Bố.
Năm 198, Khi Tào Tháo kéo quân đến bao vây Lã Bố trong trận Hạ Bì. Tình thế nguy ngập, Lã Bố buộc phải cầu viện sự giúp đỡ của Viên Thuật ở Thọ Xuân. Lã Bố sai Hác Manh và Trương Liêu hai tướng dẫn một nghìn quân đưa ra khỏi cửa ải. Canh hai đêm hôm ấy, Trương Liêu đi trước, Hác Manh đi sau giữ gìn cho Hứa Dĩ, Vương Khải kéo ra cửa thành, chạy qua trại Lưu Bị, các tướng ra đuổi không kịp, thoát được khỏi cửa ải, Hác Manh đem năm trăm quân đi theo Hứa Dĩ, Vương Khải. Hứa Dĩ, Vương Khải đến Thọ Xuân vào bái kiến Viên Thuật trình thư Lã Bố.
Hứa Dĩ, Vương Khải không thuyết phục được Viên Thuật phải trở về cùng với Hác Manh, lúc đi sắp đến trại của Lưu Bị, Hứa Dĩ và Vương Khải đi trước, Hác Manh đi chặn hậu. Hứa Dĩ, Vương Khải đi trước được thoát còn Hác Manh đang đi thì gặp Trương Phi ra chặn đường giao chiến, chỉ được một hiệp, bị Trương Phi bắt sống đem đi. Năm trăm quân đi theo cũng bị Phi đánh giết tan nát cả. Trương Phi giải Hác Manh vào gặp Lưu Bị, Lưu Bị giải sang trình Tào Tháo. Hác Manh nói hết cả chuyện hứa hôn cầu cứu. Tào Tháo tức giận sai đem Manh ra cửa quân chém chết.